# Baldur's Gate (serie)
Baldur's Gate-serien er et franchise af computerrollespil i Forgotten Realms, et Dungeons & Dragons-univers. Efter BioWare, blev serien genoplivet af Overhaul Games i 2012 med en HD remake af det originale Baldur's Gate som benytter en opdateret version of Infinity Engine-motoren. I 2023 udgav Larian Studios Baldur's Gate 3, som vandt en del priser, deriblandt årets spil.

## Liste over serien
| Titel                                   | Udgivet           | Platforme                                                                                          | Note(r)                                           |
| --------------------------------------- | ----------------- | -------------------------------------------------------------------------------------------------- | ------------------------------------------------- |
| Baldur's Gate                           | 1998              | Windows, Mac OS                                                                                    | Udviklet af BioWare                               |
| Baldur's Gate: Tales of the Sword Coast | 1999              | Windows, Mac OS                                                                                    | Udvidelsespakke, udviklet af BioWare              |
| Baldur's Gate II: Shadows of Amn        | 2000              | Windows, Mac OS                                                                                    | Udviklet af BioWare                               |
| Baldur's Gate II: Throne of Bhaal       | 2001              | Windows, Mac OS                                                                                    | Udvidelsespakke, udviklet af BioWare              |
| Baldur's Gate: Dark Alliance            | 2001–2004         | PS2, Xbox, GameCube, GBA, Windows, Mac OS, Linux, PS4, PS5, Xbox One, Xbox Series X/S, Switch, iOS | Spin-off, originalt udviklet af Snowblind Studios |
| Baldur's Gate: Dark Alliance II         | 2004              | PS2, Xbox, Windows, Mac OS, Linux, PS4, PS5, Xbox One, Xbox Series X/S, Switch                     | Spin-off                                          |
| Baldur's Gate: Enhanced Edition         | 2012              | Windows, Mac OS, Linux, PS4, Xbox One, Switch, iOS, Android                                        | "Enhanced Edition", udviklet af Overhaul Games    |
| Baldur's Gate II: Enhanced Edition      | 15. november 2013 | Windows, Mac OS, Linux, PS4, Xbox One, Switch, iOS, Android                                        | Enhanced Edition, udviklet af Overhaul Games      |
| Baldur's Gate: Siege of Dragonspear     | 2016              | Windows, Mac OS, Linux, PS4, Xbox One, Switch, iOS                                                 | Udvidelsespakke, udviklet af Beamdog              |
| Baldur's Gate 3                         | 2023              | Windows, Mac OS, PS5, Xbox Series X/S                                                              | Udviklet af Larian Studios                        |